# CS Pyxidis
CS Pyxidis (HD 73256) är en ensam stjärna i mellersta delen av stjärnbilden Kompassen. Den har en genomsnittlig skenbar magnitud av ca 8,08 och kräver åtminstone en stark handkikare för att kunna observeras. Baserat på parallax enligt Gaia Data Release 3 på ca 27,2 mas, beräknas den befinna sig på ett avstånd på ca 120 ljusår (ca 37 parsek) från solen. Den rör sig bort från solen med en heliocentrisk radialhastighet på ca 30 km/s.

## Egenskaper
CS Pyxidis är en gul till vit stjärna i huvudserien av spektralklass G8 IV-V Fe+0.5 med ett svagt överskott av järn i dess spektrum. Den har en massa som är ungefär lika med en solmassa, en radie som är ca 0,94 solradie och har ca 0,74 gånger solens utstrålning av energi från dess fotosfär vid en effektiv temperatur av ca 5 500 K.

## Planetsystem
År 2003 rapporterade S. Udry et al. upptäckten av en exoplanet i omloppsbana runt HD 73256 med hjälp av data från CORALIE-spektrografen. Objekt är en het Jupiter med en massa av minst 1,87 jupitermassa i en bana med en omloppsperiod på 2,55 dygn. Om man antar att planeten är perfekt grå utan några växthus- eller tidvatteneffekter, och en Bond-albedo på 0,1, skulle temperaturen vara cirka 1 300 K. Detta är nära 51 Pegasi b och mellan den förutsagda temperaturen för HD 189733b och HD 209458 b (1 180-1 392 K), innan de mättes. Den är en kandidat för "nära-infraröd karaktärisering med VLTI Spectro-Imager".
Under 2018 rapporterade K. Ment et al. ett försök att bekräfta existensen av planeten med hjälp av Keck/HIRES-data, men kunde inte göra det trots sannolikheten för framgång. Existensen av detta objekt är därför ifrågasatt.
| Planet         | Massa           | Halv storaxel (AE) | Siderisk omloppstid (d) | Excentricitet | Inklination | Radie |
| -------------- | --------------- | ------------------ | ----------------------- | ------------- | ----------- | ----- |
| b (obekräftad) | ≥1,87 ± 0,49 MJ | 0,037              | 2,54858 ± 0,00016       | 0,029 ± 0,02  | -           | -     |